# エヴァン・バイ
バーチ・エヴァンズ・"エヴァン"・バイ3世（英語: Birch Evans "Evan" Bayh III、[baɪ] BY;、1955年12月26日 - ）は、アメリカ合衆国の政治家。第46代インディアナ州知事や連邦上院議員（インディアナ州選出）を歴任した。民主党所属。父親は元連邦上院議員のバーチ・バイ・ジュニア、祖父はバスケットボール指導者のバーチ・E・バイである。
1986年、インディアナ州州務長官に就任し、初めて公職についた。その2年後に知事に転じ、2期務め、退任後はインディアナ大学ブルーミントン校で一時教職にあった。1998年、連邦上院議員に当選し、2004年に再選された。
2010年の上院議員選挙には立候補せず、任期満了で退任し、その後はワシントンD.C.の法律事務所マクガイアウッズのパートナーやアポロ・グローバル・マネジメントの上級アドバイザー、全米商工会議所のメッセージング・アドバイザー、ベリー・プラスチックスの社外取締役などを務めた。2011年3月から2016年7月にかけて、FOXニュースにも寄稿していた。
2016年の上院議員選挙で予備選を勝ち抜いた民主党候補が撤退すると、共和党から議席を奪還すべく代わりに立候補したが、共和党候補のトッド・ヤングに得票率10ポイント差（52% 対 42%）で敗れた。2022年6月15日、大統領のジョー・バイデンから大統領情報活動諮問会議の委員に任命された。